# Pseudobulb

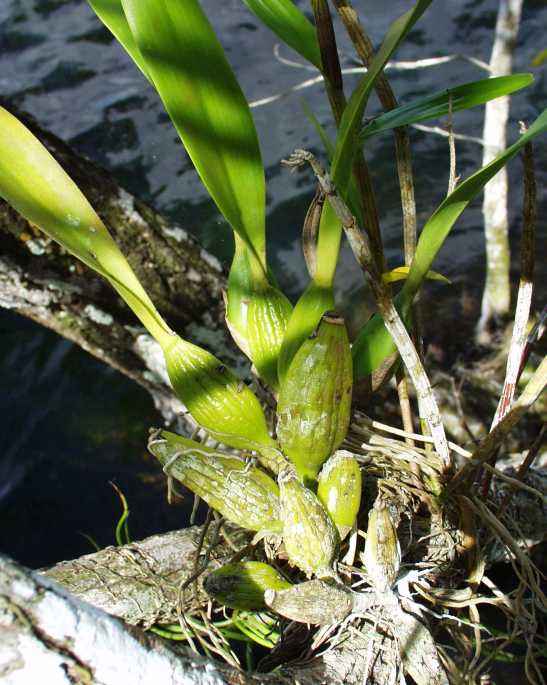
Psedobulb dEncyclia chimborazoensis.

Un pseudobulb (fals bulb) és un òrgan de reserva derivat de la part de la tija d'una planta que està entre dos nusos de les fulles.
Aquest terme s'aplica a la família de les orquídies (Orchidaceae), específicament a certs grups d'orquídies epífites, i pot ser simple o compost de diversos entrenusos amb fulles pernnifòlies o caducifòlies en la sevallargada.
En algunes espècies sembla una tija normal amb moltes fulles, mentre que al contrari en altres, com en el gènere Bulbophyllum tenen pseudobulbs simples i esfèrics amb una o dues fulles a l'àpex de cadascun.
Tant en les canyes (com Arundo donax) que tenen molts entrenusos o en els pseudobilbs esfèrics (amb un o pocs entrenusos), es produeixen a partir d'una tija reptant de llarga vida que s'anomena rizoma el qual pot ser enfiladís o pèndol.
Els pseudobulbs són decurta vida (1–5 anys), però es produeixen contínuament des de la punta en creixement d'un rizoma.
L'altre tipus de creixement que fan servir les orquídies epífits tropical rep el nom de monopòdic.

## Alguns exemples d'orquídies amb psedobulbs
- Laelia
- Ada
- Cattleya
- Sobralia
- Thunia
- Bulbophyllum
- Cirrhopetalum
- Dendrobium
- Oncidium
- Odontoglossum
- Miltonia
- Brassia
- Cymbidium
- Stanhopea
- Lycaste
- Catasetum
- Gongora
- Coryanthes